# Hadım Suleiman Pascià
Hadım Suleiman Pascià, in lingua turca ottomana  خادم سلیمان پاشا, (... – Malkara, settembre 1547), è stato un politico turco ai tempi dell'Impero ottomano. Fu governatore o viceré dell'Eyalet d'Egitto dal 1525 al 1535 e dal 1536 al 1538. Dal 1541 al 1544 fu gran visir dell'Impero ottomano.

## Biografia
Era un eunuco ungherese, e il suo epiteto hadım significa "eunuco" in turco. Il sultano ottomano Solimano il Magnifico ordinò a Suleiman Pascià come governatore dell'Egitto di condurre una spedizione navale nell'Oceano Indiano, dove comandò le forze ottomane alla conquista di Aden e all'assedio di Diu (nell'India portoghese) nel 1538.
Suleiman Pascià fu un benefattore del suo successore Davud Pascià (che regnò nel periodo 1538-1549), da lui sostenuto per il ruolo, nonostante le obiezioni del suo rivale e collega, Rüstem Pascià.